# Baigu Jing

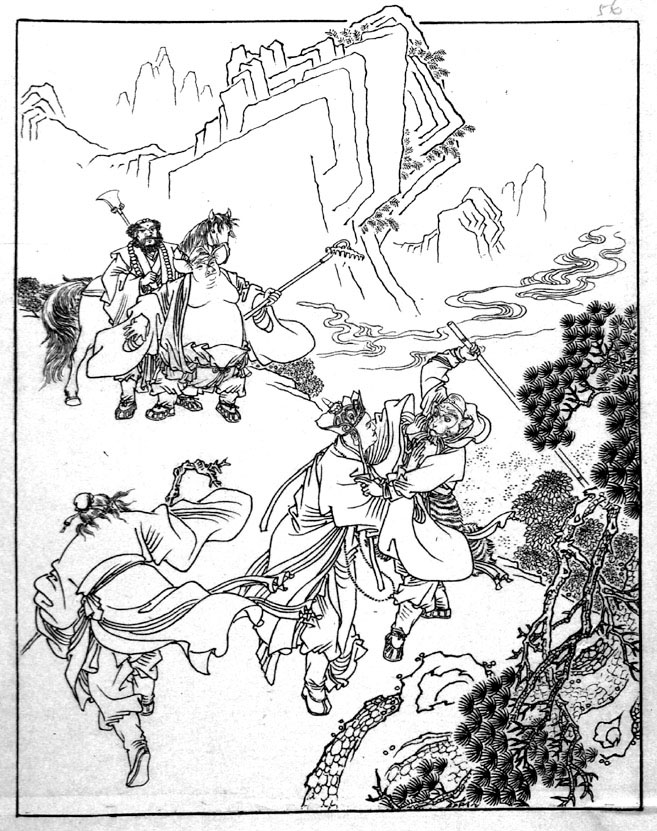
Bai Gu Jing, Sun Wukong et Xuanzang. Gravure du XVIe siècle

Báigǔ jīng (chinois traditionnel et simplifié : 白骨精 :  pinyin : Báigǔ jīng ; littéralement « L’Esprit Os-blanc ») est un yaoguai (démon de la mythologie chinoise) représenté dans La Pérégrination vers l'Ouest.

## Historique
Bai Gu Jing a le pouvoir de prendre différentes formes, ainsi il prend celle d'une innocente jeune fille qui prétend avoir quitté ses parents pour chercher à manger, nourriture qu'elle est disposée à partager avec Xuánzàng (parfois transcrit Sanzang), dans le but de le piéger.
Sūn Wùkōng, grâce à sa vision magique, peut voir à travers le déguisement de Báigǔ jīng. À l'aide de son bâton doré, le singe frappe le démon et brise son corps. Xuánzàng ne cautionne pas la violence dont a fait preuve Sūn Wùkōng, qui est contraire à leur but de trouver le salut chez tout être vivant.
Malgré tout, le bonze pardonne au singe. Cela entraîne le réveil de Báigǔ jīng, qui prend la forme de la mère de la jeune fille que Wùkōng avait « tuée ».
De nouveau, le singe voit la supercherie. Alors qu'il frappe à nouveau le monstre avec son bâton, Xuánzàng le gronde, lui réexpliquant sa mission. Wukong se repent de son action. Xuánzàng demande au roi singe de ne plus jamais tuer, et le pardonne une dernière fois, ne se rendant toujours pas compte que c'est un Yaoguai qu'il a en face de lui, et non pas un inoffensif être humain.
C'est alors que la dernière transformation de Báigǔ jīng intervient. Il prend la forme du père de la jeune fille, qui demande la pitié de Xuánzàng. De nouveau, Wùkōng, grâce à ses yeux, découvre la supercherie et élimine à nouveau le yaoguai. Le bonze n'a plus le choix, et, croyant à la méchanceté de Wùkōng, il l'emprisonne dans un filet magique et lui ordonne de se repentir de son triple meurtre. Le singe refusant, Xuánzàng l'avertit qu'il l'abandonnera au retour, dans la Montagne Fruit de Fleur.
Après avoir laissé le singe, Xuánzàng et ses disciples se rendent compte de la supercherie de Báigǔ jīng, qui prévoyait de piéger Xuánzàng et de manger sa chair pour devenir immortel.
Le bonze revient donc chercher Sūn Wùkōng, lui demande pardon et lui propose de reprendre le voyage en sa compagnie.